# J-Museum
El J-Museum (AFI: ˈdʒeɪ mjuːˈziːəm) también conocido como Juventus Museum, es un museo histórico-deportivo multimedia bilingüe dedicado al club de fútbol italiano Juventus, con sede en el área noroccidental de la ciudad de Turín. Fue inaugurado en 2012, con motivo de la celebración de los ciento quince años de fundación institucional de la sociedad turinesa, uno de las más antiguas del país y propietaria de la estructura.
Uno de los principales y más avanzados museos deportivos a nivel mundial, ha sido desde su fundación al 2022 el único lugar de exposiciones en el continente euroasiático – junto con la House of European Football ubicada Nyon, Suiza – en donde han estado en exhibición permanente los seis trofeos de las competiciones UEFA dirigidas a equipos masculinos. El J-Museum documenta la historia de la Juventus y del fútbol turinés e italiano, así como su papel en la historia de Turín y de Italia junto con los eventos más importantes que se produjeron en la Península y en el mundo desde finales del siglo XIX, a través del uso de nuevas tecnologías, proporcionando un marco deportivo y sociológico a través de la historia del deporte. El museo también cuenta con una colección de recuerdos, fotografías, documentos institucionales y equipamiento de los futbolistas que jugaron en la Juventus y los trofeos ganados por el primer equipo de fútbol masculino y femenino del club.
Desde octubre de 2012 se encuentra afiliado a la Federazione dei Musei del Calcio, una organización nacional con el objetivo de promover la difusión de la cultura deportiva, y desde febrero del 2016, al Consejo Internacional de Museos (ICOM); es además, el primer museo deportivo del país por número de visitantes (aproximadamente 180 000 al 2017) y el único de su tipo incluido ininterrumpidamente, desde el bimestre sucesivo, en la clasificación anual de los cien lugares más visitados a nivel nacional recopilada por el Ministerio de Bienes y Actividades Culturales y Turismo de Italia (MiBACT), convirtiéndose en uno de los primeros cincuenta de manera casi ininterrumpida desde diciembre de 2013.

## Historia

### Proyecto y realización
Ya presente en el primer proyecto de adquisición y renovación del Stadio delle Alpi, presentado por la entonces dirigencia del club a mediados de la década de 1990, la idea de un museo que cuente la historia de la sociedad bianconera fue propuesta nuevamente en un segundo proyecto que dio lugar a la creación del Juventus Stadium en 2008. En la segunda mitad de ese mismo año se estableció un comité científico compuesto por el historiador turinés Giovanni De Luna, el profesor de la Universidad de Turín Paolo Bertinetti, el coleccionista Ermanno Vittorio y el periodista deportivo Darwin Pastorin, mientras que el diseño arquitectónico de las salas de exposiciones fue encargado al estudio Camerana&Partners, en colaboración con el estudio Dedalo, bajo la coordinación del arquitecto Benedetto Camerana. Toda la exposición multimedia del museo estuvo a cargo del grupo de empresas Nussli.
Con una inversión total de 15 millones de euros para su realización, el edificio destinado para albergar el museo fue construido entre el otoño de 2011 y la primavera de 2012, siendo inaugurado el 16 de mayo de ese año por el presidente de la Juventus Andrea Agnelli, el cual nombró para la ocasión presidente de la estructura al periodista levantesi Paolo Garimberti. Incorporado en el tour del J-Stadium y en el recorrido de museos de la ciudad y de la región, fue abierto al público por primera vez al día siguiente, recibiendo elogios de diversas autoridades como el presidente de la región Roberto Cota, el consejero regional de la cultura Michele Coppola y, en los días siguientes, de las principales autoridades de la cultura turinesa.

### Inicio de actividades

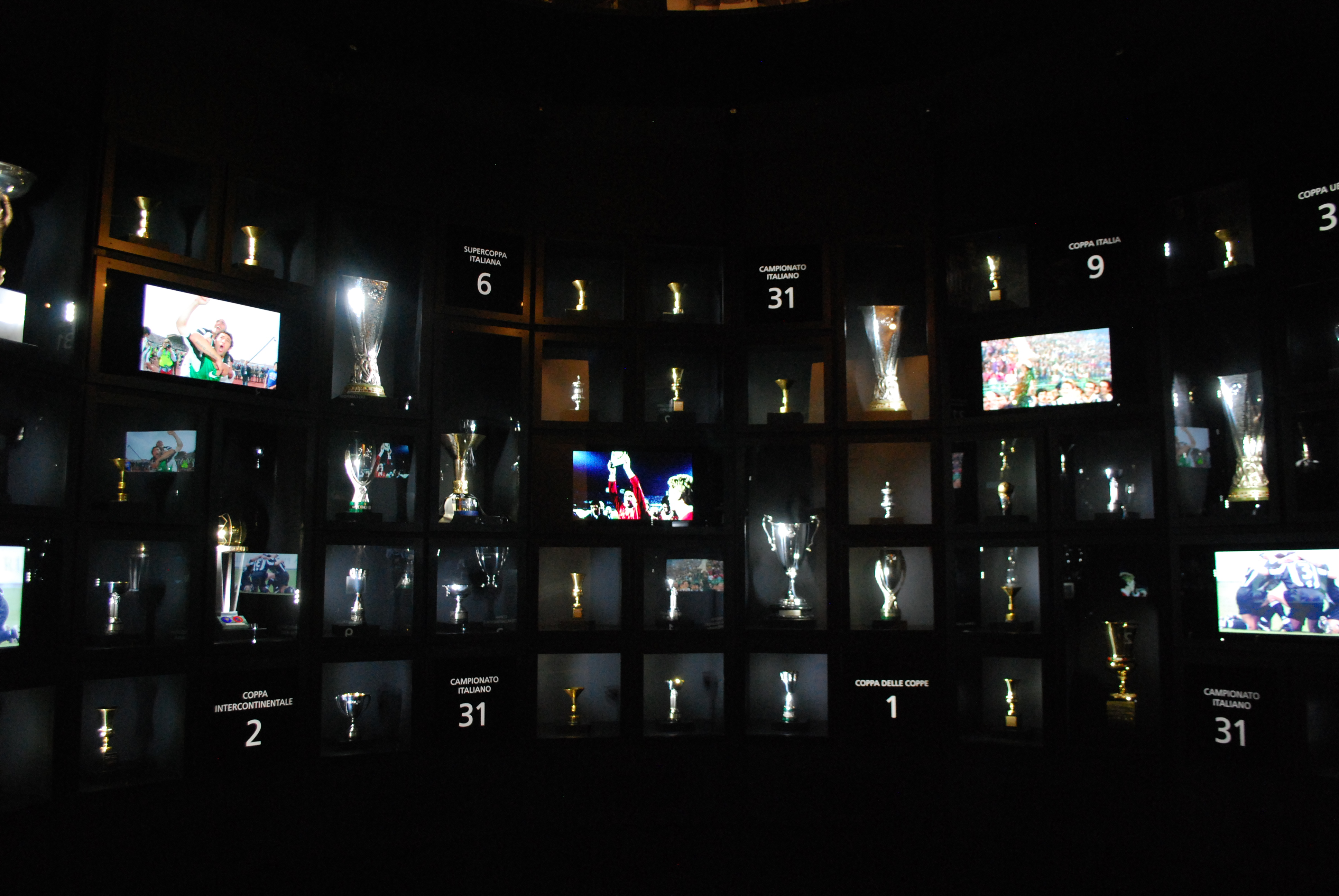
Una vista parcial de la sala de trofeos del club ubicada en el J-Museum.

Debido al aumento del número de visitantes del J-Museum durante sus primeros seis meses de actividad, la institución se unió el 1 de octubre de 2012 a la Federazione dei Musei del Calcio y en 2013 se inscribió en el Abbonamento Musei Torino Piemonte. Incluso en este sentido, firmó una alianza estratégica destinada a la mejora de la cultura y el arte en la región Piamonte con el Museo Nacional del Cine y el Castillo de Venaria, «una perfecta demostración de como la cultura "alta" y "baja" puede entrelazarse», según las palabras del artista Ugo Nespolo.
Entre mayo y octubre de 2013 el museo recibió su primera muestra temporal: Il Lunedì si parlava di calcio. Agnelli-Juventus: 90 anni di passione bianconera, exposición de carácter histórico-cultural con motivo de los noventa años de la asociación establecida entre la Juventus y la dinastía industrial de los Agnelli, accionista mayoritario del club desde 1967. La muestra expuso documentación inédita, testimonios y recuerdos significativos, presentados por el conservador Ludovico Passerin d'Entrèves, como el Balón de Oro entregado por la revista francesa France Football a Michel Platini en 1983, que luego fue donado al empresario turinés Gianni Agnelli.

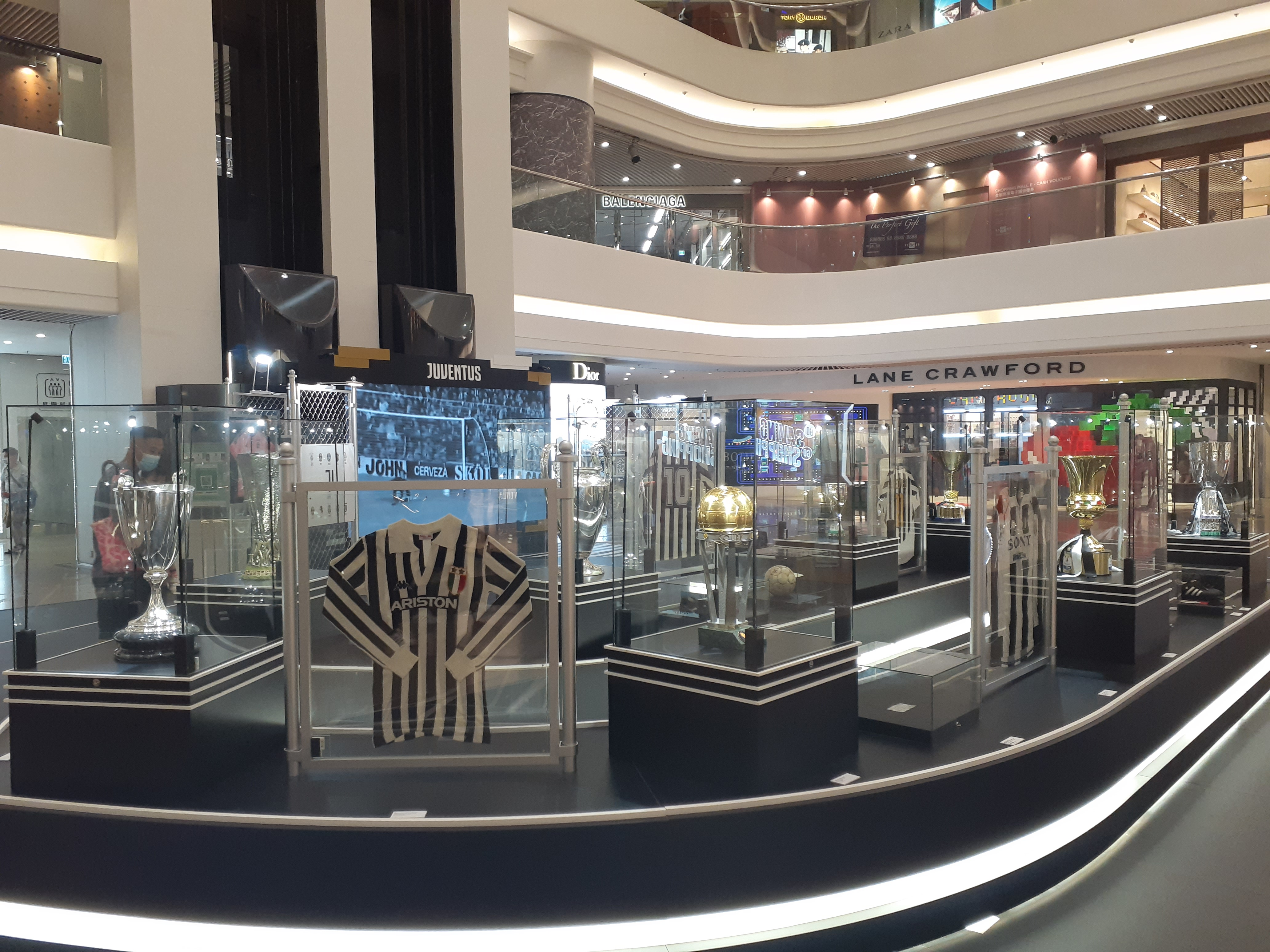
Material del museo en el Times Square de Hong Kong para la exposición temporal «Experience Juventus» (2021).

Desde diciembre de 2013, el J-Museum ofrece al público un conjunto de actividades educativas e iniciativas relacionadas con la cultura en Italia, recibiendo cuatro meses después la exposición Invasione di campo. L'arte entra in gioco, dirigida por la Galería Cívica de Arte Moderno y Contemporáneo de Turín que narra las emociones y las influencias derivadas de la experiencia futbolística y deportiva. El 5 de octubre de 2015 fue inaugurada la exposición permanente J-Sport – I campioni tifano Juventus, dedicada a los atletas que son seguidores de la Juventus, mientras que dos meses más tarde se abrió al público una sala multimedia dedicada al primer equipo del club, a través de la cual la superficie del museo fue ampliada desde sus iniciales 1500 m² a 2014 m².
El J-Museum está inscrito, desde febrero del 2016, al Consejo Internacional de Museos (ICOM).

### Cumplimiento medioambiental
Al igual que en el Juventus Stadium, el sistema eléctrico del J-Museum emplea intensivamente el agua de lluvia y la energía solar gracias a los dispositivos de seguimiento solar. El sistema multimedia, en cambio, cuenta con sistemas de lámparas, pantallas LED y reproductor de música de estado sólido para almacenar datos en sistemas de disco de estado sólido, junto con otras soluciones de bajo consumo de energía de acuerdo con los criterios de respeto al medio ambiente dictados por el protocolo de Kioto.
Por otra parte, todo el sistema de hardware y software que controla todas las actividades de los dispositivos multimedia del museo fue implementado con el fin de generar máquinas virtuales que permitan la gestión completa de todas las funcionalidades de manera remota: desde la modificación de la secuencia de iluminación hasta la sustitución del material multimedia en ejecución en las pantallas.

### J-Lounge
Desde el 7 de marzo hasta el 16 de abril de 2014 fue inaugurada una exposición temporal – la primera fuera de Italia – con algunos de los objetos expuestos en el J-Museum, incluyendo algunos de los trofeos obtenidos por el primer equipo del club, en la sede del Fiat Café de Tokio, en Japón. También fue abierto un lugar de encuentro para los aficionados juventinos de la región de Asia-Pacífico, provisto de conexiones multimedia con el Juventus Stadium y el complejo deportivo de Vinovo denominado J-Lounge. Los fondos recaudados fueron entregados a la Japan Blind Football Association (JFBA), la principal asociación japonesa de fútbol paralímpico.

## Salas de exposiciones

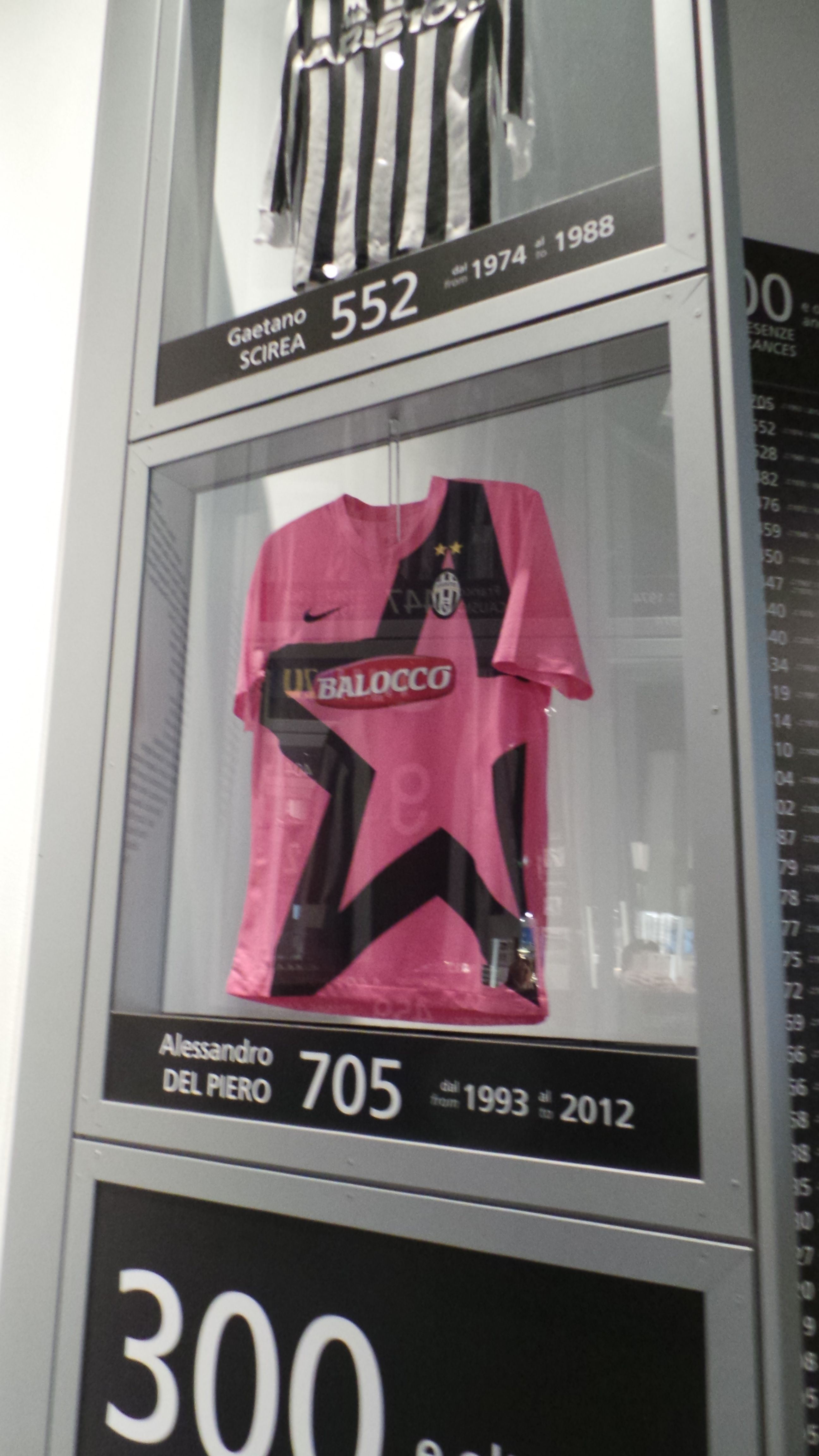
Camisetas de Scirea y Del Piero, parte de la colección dedicada a los futbolistas con más de 300 partidos con la Juventus.

El museo abarca una superficie total de 2014 m², dividido en dos plantas y dos áreas. La primera planta está dividida en ocho salas, una de ellas está dedicada a exposiciones temporales, otra está designada para acoger actividades educativas y culturales, mientras que las seis restantes están dedicadas a la exposición permanente, que incluye un mapamundi que indica todos los escenarios en los que la Juventus se ha presentado desde el año 1900:
- La Juve segna: es una sala elíptica en la que se proyectan videos y reproducen audios con todos los goles marcados por los jugadores de club.[39]

- Sala principale: es una sala dividida en dos zonas diferentes,[38] en la primera zona se recorre la fundación y la evolución histórica del club en el contexto deportivo y sociocultural incluyendo testimonios orales y escritos de diferentes personalidades, material audiovisual, documentos oficiales, recuerdos y publicaciones de medios de comunicación masivos, para mostrar el papel integral de la sociedad bianconera en la historia de Turín y de Italia. En la segunda zona se exponen los modelos de todas las instalaciones del club, como el antiguo Campo Juventus, el Stadio Comunale así como el actual Juventus Stadium, además de las camisetas de todos los futbolistas que disputaron al menos 300 partidos en competiciones oficiales, hologramas de tamaño real de famosos entrenadores como Giovanni Trapattoni y Marcello Lippi, un tótem conmemorativo de alrededor de tres metros de altura coronado con la inscripción en inglés In Memory («En memoria») dedicado a la memoria de las treinta y nueve víctimas de la tragedia de Heysel.[39] Esta área también incluye exposiciones permanentes con material audiovisual dedicado a los aficionados del club,[39] el vínculo de la Juventus con la casa automovilística FIAT, su presencia e influencia en el cine, la radio, la televisión, la literatura y la música, la realidad en la vida cotidiana de la nación, así como la gran contribución hecha por el club - especialmente durante las Copas del Mundo - a la selección italiana a lo largo de la historia; estas dos últimas áreas, desarrolladas en cooperación con el Museo Nacional del Cine de Turín y el Museo del Fútbol de Coverciano respectivamente.[40]

- Il Tempio dei Trofei: es una sala circular donde se exhiben, entre otros, los trofeos oficiales obtenidos por el primer equipo masculino juventino, como el Campeonato Italiano-Serie A – incluyendo la Targa Federale conseguida en 1905[41] – la Copa Italia, la Supercopa de Italia, la Copa Intercontinental, la Copa de Campeones-Liga de Campeones, la Recopa de Europa, la Copa de la UEFA, la Copa Intertoto y la Supercopa de la UEFA, por lo que ha sido desde su fundación al 2022 el único lugar en Eurasia – junto con la sede administrativa de la Unión de Asociaciones Europeas de Fútbol en Nyon – en donde han estado en exhibición permanente los seis trofeos de las competiciones UEFA dirigidas a equipos masculinos; junto a ellos, desde el 2018 todos los trofeos ganados por el primer equipo femenino. Estos están representadas por un juego de luces estroboscópicas y por la filmación que se remonta a su respectivo período de entrega sobre fondo blanco y negro, respectivamente.

- La sfera: es una estancia complementaria a la muestra Fratelli d'Italia,[39] en donde se reproducen imágenes, audios y videos de futbolistas juventinos convocados a la selección de fútbol de Italia, incluyendo los veintidós ganadores de la Copa del Mundo durante el período en el que militaban en el club.

- La squadra: es una sala multimedia de estilo impresionista dedicada al primer equipo bianconero y a todas las personas relacionadas con él. También incluye una reproducción de tamaño real del vestuario del equipo en el Juventus Stadium.[42][43]

- Fino alla fine...: es la parte final de la exposición, donde se proyecta un cortometraje en 3D a 360° de seis minutos de duración que representa el recorrido de los jugadores desde los vestuarios hasta el campo de juego, reproduciendo la atmósfera interna del Juventus Stadium.[44] Esto fue creado a través de un sistema – único en el mundo – de multiproyección AV Stumpfl de paredes elípticas, que reproduce el escenario deportivo.[19]

## Colecciones

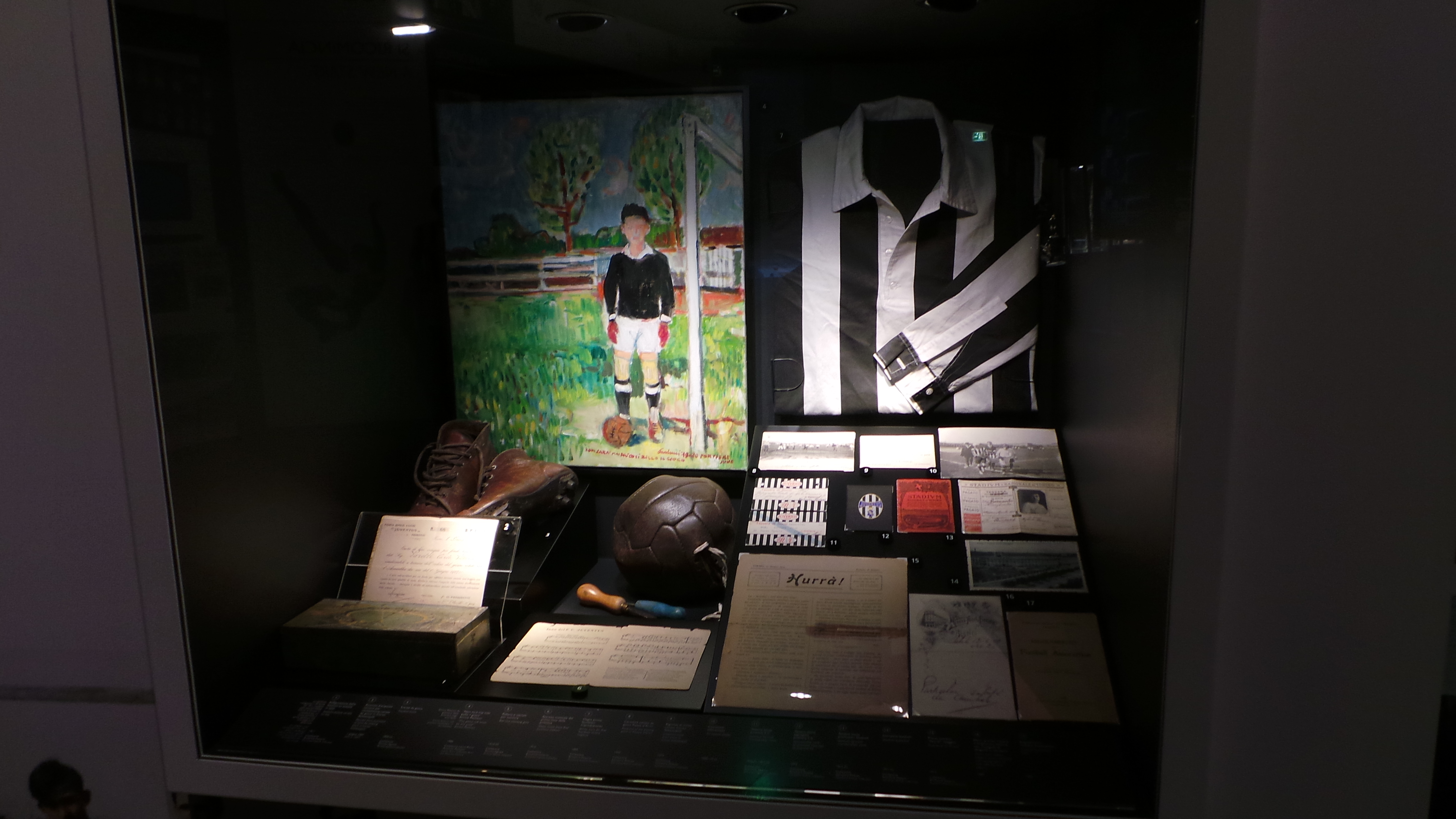
Souvenir bianconero en la entrada del museo, incluyendo el cuadro Il portiere de Enrico Paulucci.

Entre los más de 400 objetos en exhibición permanente en el museo se encuentra el banco en el que fue fundado el club en 1897, publicaciones societarias - las más antiguas de 1903 - documentos que demuestran la fundación, los estatutos societarios y los primeros quince años de historia del club escritos por Enrico Canfari, algunos cuadros de los pintores y guardametas juventinos Domenico Durante y Enrico Paulucci, el texto y la partitura manuscrita del primer himno bianconero escrito por el poeta turinés Corrado Corradini en 1915, la invitación para la inauguración del Campo Juventus en octubre de 1922, el contrato de adquisición de Giampiero Boniperti firmado en 1946 y los botines que usó en el partido válido por la última jornada del campeonato 1960-61 - última temporada de su carrera como futbolista - camisetas autografiadas por destacados futbolistas como Omar Sívori y John Charles, así como el contrato de transferencia de Sívori redactado por la dirigencia de River Plate en junio de 1957 y el primer registro contable del club desde que se convirtió en sociedad anónima (1967); la camiseta usada por Fabio Capello en la temporada 1969-70, bandas históricas autografiadas por capitanes de la escuadra juventina como Roberto Baggio y Alessandro Del Piero, así como la prórroga del contrato de 2007 de este último; las botas de Michel Platini, el uniforme usado por Gaetano Scirea en la final de vuelta de la Copa de la UEFA 1976-77 ante el Athletic Club, la camiseta que usó Beniamino Vignola en la final de la Recopa de Europa 1983-84 contra el Oporto, el boleto para el partido de vuelta de la final de la Copa de la UEFA 1992-93 contra el Borussia Dortmund, la camiseta que Fabrizio Ravanelli usó en la final de la Liga de Campeones 1995-96 contra el Ajax, los diagramas tácticos y notas de Marcello Lippi dibujadas en su libreta, así como la camiseta que utilizó Del Piero en la final de la Copa Intercontinental 1996 contra River Plate, los premios al futbolista europeo del año entregados a Sívori (1961) y a Pavel Nedvěd (2003), el balón del encuentro disputado en la penúltima jornada del campeonato invicto obtenido en 2012 contra el Cagliari, versiones originales de la Coppa Campioni d'Italia y el trofeo de la Coppa Italia, así como premios individuales ganados por jugadores todavía en actividad como el portero Gianluigi Buffon y réplicas de los trofeos más importantes conseguidos por el primer equipo masculino y femenino.
La exposición permanente Fratelli d'Italia expone numerosos objetos de valor deportivo relacionados con los llamados «bianconeri in azzurro»: entre ellos, el Trophée Victoire obtenido por la selección italiana después de ganar la Copa Mundial de 1938 junto con una fotografía autografiada por los miembros de la plantilla ganadora y del entonces técnico Vittorio Pozzo, el pantalón usado por Gaetano Scirea, así como las camisetas utilizadas por Paolo Rossi y Marco Tardelli en la final de la Copa Mundial disputada entre Italia y Alemania Federal en 1982; la camiseta de Alessandro Del Piero usada durante el mundial de 2006 y una réplica de la Copa Mundial de la FIFA recibida en la ceremonia de premiación, que tuvo lugar después de la final entre la squadra azzurra y Francia, celebrada en Berlín el 9 de julio de ese año.

## Archivo
El J-Museum posee un archivo multimedia bilingüe sobre una mesa multitáctil de 103 pulgadas, con amplitud de 130x240 cm y manejado por un único software dividido en ocho estaciones que permiten la exposición - a través de la retroalimentación de usuario - de vídeos, imágenes, música y fichas de todos los jugadores y entrenadores que militaron en la Juventus desde su fundación en 1897, además de una selección de partidos destacados. El archivo cuenta con una recopilación de las retransmisiones deportivas de la década de 1930 editado por periodistas como Nicholas Carosio, Alfredo Provenzali, Enrico Ameri y Sandro Ciotti, incluyendo la transmisión del partido por la Copa Intercontinental 1985 entre Juventus y Argentinos Juniors – considerado por la prensa especializada como la mejor edición en la historia del torneo – narrado por Gianfranco Accio.

## Ubicación y acceso
Está situado entre la Curva Norte y la Tribuna Este del Juventus Stadium, el J-Museum se encuentra ubicado en la Via Druento (Vallette; V Distrito de Turín). Se puede acceder desde la estación Rigola-Stadio, la carretera A55 y a través del recorrido de la línea C de los autobuses turísticos City Sightseeing Torino.
Hasta junio de 2013, el museo recibió a más de 14 000 visitantes al mes, convirtiéndose en el museo deportivo más visitado de Italia y uno de los principales lugares turísticos de la región de Piamonte. El 4 de abril de 2015, el J-Museum registró un récord de 2838 visitas al día, llegando a las 21 643 entradas mensuales sumando más de 458 000 visitas desde su apertura, ocupando el cuadragésimo cuarto puesto - el máximo alcanzado por un museo deportivo - en la clasificación anual de los cien lugares más visitados a nivel nacional recopilada por el Ministerio de Bienes y Actividades Culturales y Turismo de Italia desde diciembre de 2013.
A cinco años de su apertura el museo fue visitado por 828 608 personas y el mes de abril de 2017 estableció un nuevo récord de visitantes mensuales, 25 874. En mayo de 2018, se alcanzó el millonésimo visitante, mientras que en julio de 2019 el museo llegó a 1 208 200 visitantes desde su inauguración.